# 天地翻覆
《天地翻覆——中国文化大革命史》是杨继绳著文化大革命通史著作，2016年在香港初版。2018年出版第三版修订本。2020年出版法译本，2021年出版英译本。

## 观点
“文化大革命，这是一场毛泽东、造反派、官僚集团之间的三角游戏，这场游戏的最终结局是：胜利者是官僚集团，失败者是毛泽东，承受失败后果的是造反派。被毛当作‘砸乱烂旧的国家机器’的工具、用来敲打官僚集团的石头——造反派，最终被这架不可能停止转动的官僚机器压得粉碎。”（本书导论《道路·理论·制度——我对文化大革命的思考》）

## 评论
- 丁东：到目前为止，中文文革史叙述分为「邓小平语境」和「毛泽东语境」，“杨继绳的文革史观与上述两种语境均有根本区别。”“这种既超越毛，又超越邓，真正以人为本的文革史观，并非杨继绳一人独创”，“但运用这种独立史观写成完整的中国文革通史，杨继绳可称国内学者第一人。”[4]

- 自由亚洲电台记者吴亦桐：“作为文革的亲历者和体制中人，杨继绳比其他作者和文革的研究者，更能近距离接触到那段历史，体制中良心的持守者，其反思也更为彻底。”“杨继绳从2007年开始，在大量史料和先行者关于文革作品基础上，十年磨一剑的力作，参考的资料既有宏大敍事的文革通史，也有亲历的回顾，还有地方的文革史以及理论研究等。”“一位不愿透露姓名的文革史专家在接受本台访问时，对书本给予高度评价”，认为是《大动乱的年代》后“最具划时代意义的作品”。[5]
- 胡平：“迄今为止最好的一部文革通史。”“杨继绳未免夸大了毛泽东和官僚集团的矛盾。在更大程度上，毛和官僚集团是一体的。”[6]